# Fidji d'abord

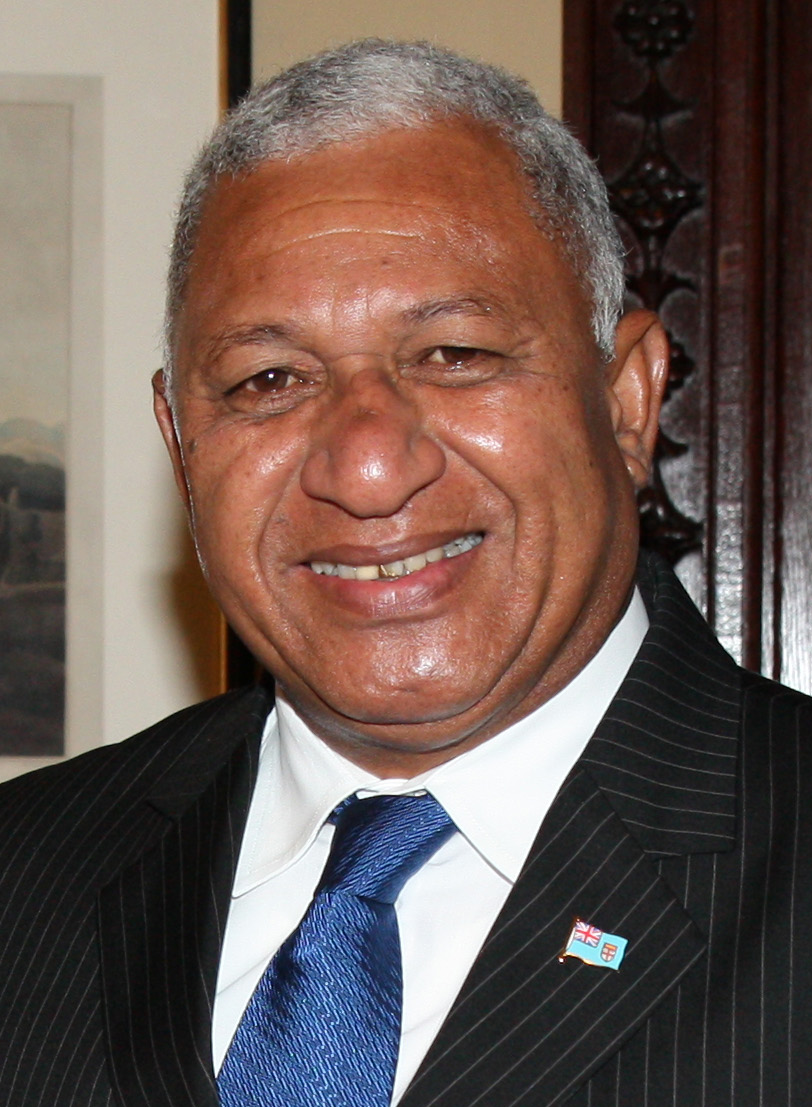
Frank Bainimarama.

Fidji d'abord (en anglais, FijiFirst, sans espace) est un parti politique fidjien. Fondé en 2014 et dissous en 2024, il est au pouvoir de 2014 à 2022.

## Historique

### Au pouvoir
Le parti est fondé en mars 2014 par le dictateur militaire et Premier ministre Frank Bainimarama, arrivé au pouvoir par un coup d'État en décembre 2006. Pour fonder son parti, il démissionne de la tête des forces armées, et se consacre à préparer les élections législatives de septembre 2014 - les premières depuis 2006. Ayant justifié son coup d'État par le renversement d'un gouvernement raciste, et par la nécessité de « promouvoir une citoyenneté commune et égale » ainsi qu'un système politique réellement démocratique, le parti fait campagne sur les réussites du gouvernement Bainimarama depuis le coup d'État : croissance économique, baisses d'impôts pour relancer la consommation, incitations fiscales aux investissements étrangers dans les régions pauvres du pays, contrôle des prix des denrées essentielles, subventions aux agriculteurs, aide à l'achat de logement… Il promet une subvention accrue aux dépenses d'électricité des foyers pauvres, ainsi qu'une gratuité partielle de l'accès à l'eau, un meilleur accès à des formations professionnalisantes dans les régions rurales, des aides financières aux propriétaires fonciers qui souhaitent exploiter leurs terres, des aides financières et une déréglementation pour favoriser les petites et moyennes entreprises, de meilleurs moyens matériels au service de la police et de la justice… Le parti promet par ailleurs la transparence sur les actions de ses députés : publication de leurs votes au Parlement, de leur assiduité, et de leurs dépenses.
Fidji d'abord remporte 59,2 % des voix et trente-deux sièges sur cinquante au nouveau Parlement. Disposant d'une majorité absolue des sièges, Voreqe Bainimarama demeure Premier ministre, avec cette fois une légitimité démocratique, et un mandat de quatre ans,. La présidente du parti, Jiko Luveni, est élue présidente du Parlement ; elle est la première femme à occuper ce poste. Aux élections de 2018, le parti recule mais conserve une courte majorité absolue, avec 50,02 % des voix et vingt-sept sièges sur cinquante-et-un.

### Dans l'opposition
Avec 42,6 % des voix et vingt-six sièges sur cinquante-cinq, le parti termine premier aux élections de 2022 mais perd sa majorité absolue, et perd le pouvoir lorsque les trois autres partis au Parlement s'assemblent en une coalition menée par Sitiveni Rabuka. Le 17 février 2023, Frank Bainimarama, devenu chef de l'opposition parlementaire, est suspendu du Parlement pour une durée de trois ans, la majorité parlementaire ayant estimé que son premier discours au Parlement après ces élections était « séditieux ». Il y avait accusé le nouveau gouvernement de ne pas vouloir respecter la Constitution, et le président Wiliame Katonivere de ne pas suffisamment la défendre. Le 8 mars il démissionne du Parlement. Frank Bainimarama demeure chef du parti, mais cède le poste de chef de l'opposition parlementaire à Inia Seruiratu,.
Le 17 mai 2023, le Bureau électoral fidjien suspend le parti, l'accusant de ne lui avoir pas transmis ses registres financiers. Le média Fiji One News fait remarquer que l'Alliance populaire et le Sodelpa, partis du gouvernement, n'ont pas non plus transmis leurs registres financiers au Bureau électoral, mais n'ont pas été suspendus. Il est alors interdit à Fidji d'abord « d'opérer, de fonctionner ou de se représenter comme étant un parti politique »,. En conséquence, tous les députés d'opposition sont suspendus du Parlement, sans salaire,. Le parti est par ailleurs contraint de supprimer tous ses comptes sur les réseaux sociaux. Sa suspension est levée fin mai.

### Dissolution
Le 31 mai 2024, dix-sept députés sont exclus du parti pour avoir voté en faveur d'une hausse du salaire des députés, en violation d'une directive du parti. Ces dix-sept députés sont le chef de l'opposition lui-même, Inia Seruiratu, ainsi que Mosese Bulitavu, Sanjay Kirpal, Semi Koroilavesau, Shalen Kumar, Virendra Lal, Alvick Maharaj, Ioane Naivalurua, Sachida Nand, Vijay Nath, Viliame Naupoto, Ratu Josaia Niudamu, Penioni Ravunawa, Taito Rokomatu, Alipate Tuicolo, Naisa Tuinaceva aet Jone Usamate. Le 14 juin, toutefois, le président du Parlement, Ratu Naiqama Lalabalavu, dispose qu'ils demeurent députés. En conséquence, Frank Bainimarama (chef du parti), Aiyaz Sayed-Khaiyum, Sailesh Kumar (cofondateur du parti), Ratu Joji Satakala (président du parti), Adi Selai Adimaitoga (vice-présidente du parti), Ravindran Kumaran (vice-président du parti), Hem Chand (trésorier du parti) et Faiyaz Koya (secrétaire général du parti) démissionnent tous du parti, pour protester.
Peu après, l'autorité publique d'enregistrement des partis politiques enjoint le parti à adopter des règles de gestion de ses conflits internes, faute de quoi il serait dissous. Les chefs du parti ayant tous démissionné, Fidji d'abord est toutefois dans l'incapacité d'obéir à cette injonction. En conséquence, il est dissous le 2 juillet. Ses députés deviennent des indépendants,.